# 李棋街道
李棋街道，是中华人民共和国云南省玉溪市红塔区下辖的一个乡镇级行政单位。

## 行政区划
李棋街道下辖以下地区：
金州社区、李棋社区、山头社区、任井社区、下赫社区、金家边社区、康井社区、薛井社区和大矣资社区。